# Styled Layer Descriptor
Styled Layer Descriptor (SLD), es un esquema XML propuesto por Open Geospatial Consortium como lenguaje estándar para describir el conjunto de capas que dan apariencia a un mapa. En los Sistemas de Información Geográfica y servidores cartográficos SLD ayuda a definir el estilo visual de cada capa de objetos geográficos que componen el mapa, permitiendo, por ejemplo, representar el color de relleno, tipo y ancho de borde, etc.

## Editores de SLD
- AtlasStyler SLD editor

- Datos: Q1535613